# Pro Evolution Soccer
Pro Evolution Soccer (znan tudi pod imenom Winning Eleven 5 na Japonskem in World Soccer Winning Eleven 5 v ZDA) je nogometna videoigra japonskega razvijalca KONAMI, ki je izšla leta 2001. Na voljo je 50 nacionalnih in 32 klubskih reprezentanc, vendar založnik ni pridobil ustreznih licenc, tako da je oprema igralcev nekoliko spremenjena (v uradnih barvah, a brez logotipov), ponekod pa so spremenjena tudi imena.